# ケリー・ポットハースト
ケリー・アン・ポットハースト（Kerri Ann Pottharst OAM、女性、1965年6月25日 - ）は、オーストラリアの元プロビーチバレーボール選手。シドニーオリンピックビーチバレー競技金メダリスト。

## 来歴
南オーストラリア州アデレード出身で現在はシドニー在住。1982年からインドアバレーボール競技を始め、1990年までにはオーストラリア国内バレーボールにおいて指折りの選手となった。1992年に膝の故障により、負担の少ないビーチバレーボールに転向した。ビーチバレーボール競技は1996年アトランタオリンピックで正式競技として初採用された。ポットハーストとナタリー・クックはペアを組んで参加し銅メダルを獲得している。同年、二人はビーチバレーボール世界選手権でも銀メダルを獲得し、日本で開催されたワールドツアーイベントのために来日している。
アトランタ以降、ポットハーストはクックとのペアを解消していたが、地元開催となる2000年シドニーオリンピックを前に再結成した。五輪直前に開催されたワールドツアーフランス大会とポーランド大会では銅メダルであったが、シドニー五輪では金メダルに輝いた。この殊勲に対し二人は、OAM（オーストラリア勲章）を受章する栄誉に浴した。また二人はFIVBが制定した「Federation Internationale de Volleyball（英語版）」に選出されている。五輪後にいったんは現役引退を表明したが、すぐに競技生活に復帰した。
FIVBの統計によれば、ポットハーストはビーチバレーボール選手として常にトップ10入りしており、1994年以降は6位を下回ることはなかった。
2005年にはオーストラリアのテレビ番組『Celebrity Circus』に出演し、シルバーズ・サーカスのスターたちとともにサーカスのトレーニングを行うシーンが放送された。
2007年にバレーボール殿堂入りの栄に浴している。
『岩合光昭の世界ネコ歩き』に、愛猫ボルトと出演した。